# Cyrkiel (korporacyjny)

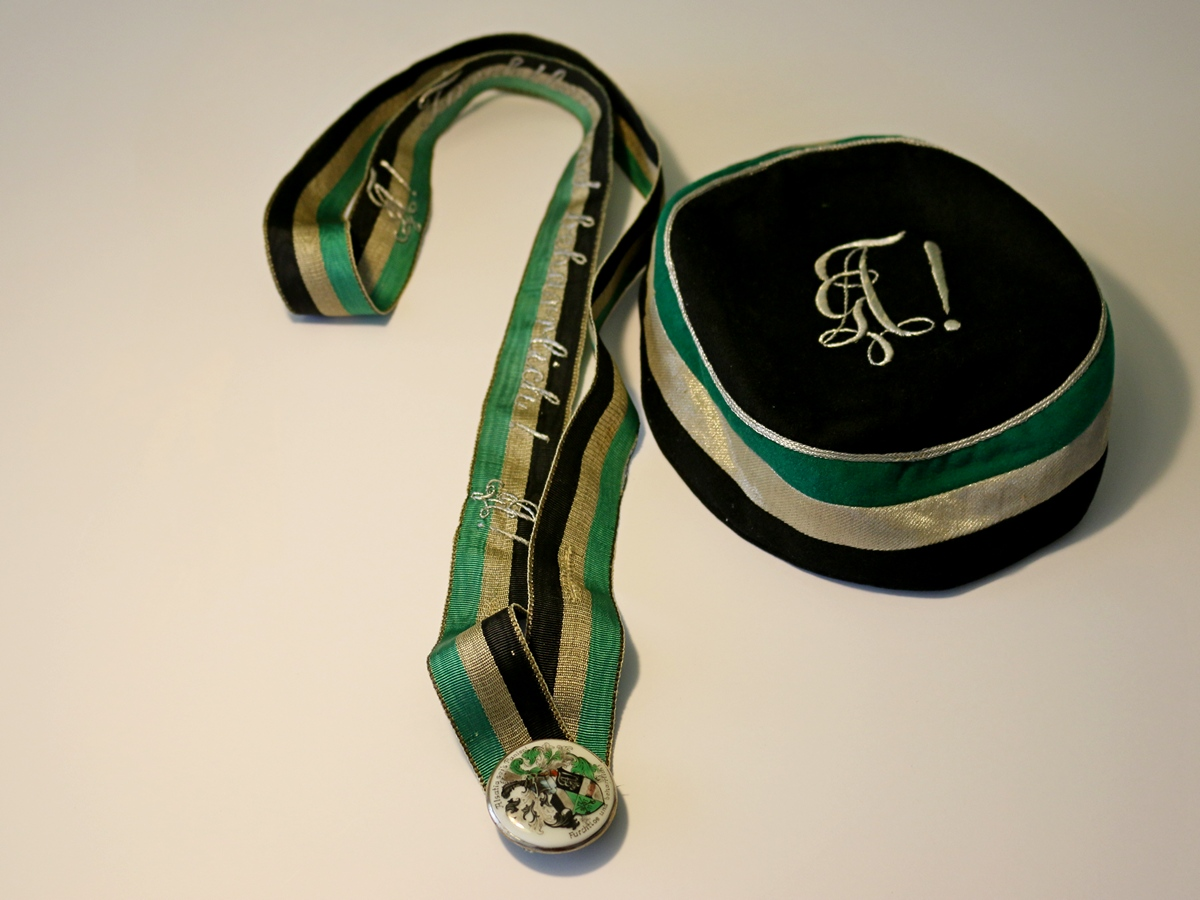
Banda i dekiel jednej z niemieckich korporacji akademickich z cyrklem (1893)

Cyrkiel (od łacińskiego circulus, „okrąg”, „koło”, „grupa”) – symbol graficzny korporacji akademickiej w postaci monogramu.

## Opis i zastosowanie
Cyrkiel zwykle składa się z inicjału korporacji i pierwszych liter łacińskiego zwrotu Vivat, crescat, floreat („niech żyje, wzrasta i rozkwita”). Cyrkle są pisane jednym pociągnięciem pióra, a wykrzyknik znajdujący się po prawej stronie oznacza akceptację korporacji dla pojedynków, tzw. menzur – gotowość udzielenia satysfakcji honorowej z bronią w ręku. Są umieszczane na pieczęciach, w herbach, niekiedy na sztandarach bądź na denkach dekli noszonych przez korporantów, mogą mieć postać metalowych odznak wpinanych w klapę marynarki lub bandę korporacyjną. Niekiedy cyrkiel przyczepiano do otoku dekla. Członkowie korporacji mogą stawiać cyrkiel przy podpisie, po nazwisku.
W okresie II Rzeczypospolitej w większości korporacji cyrkiel noszony przez filistrów był złoty, a przez czynnych członków stowarzyszenia – srebrny.

## Przykłady
Poniżej prezentowane są przykładowe cyrkle kilku polskich korporacji akademickich działających współcześnie:

Akropolia
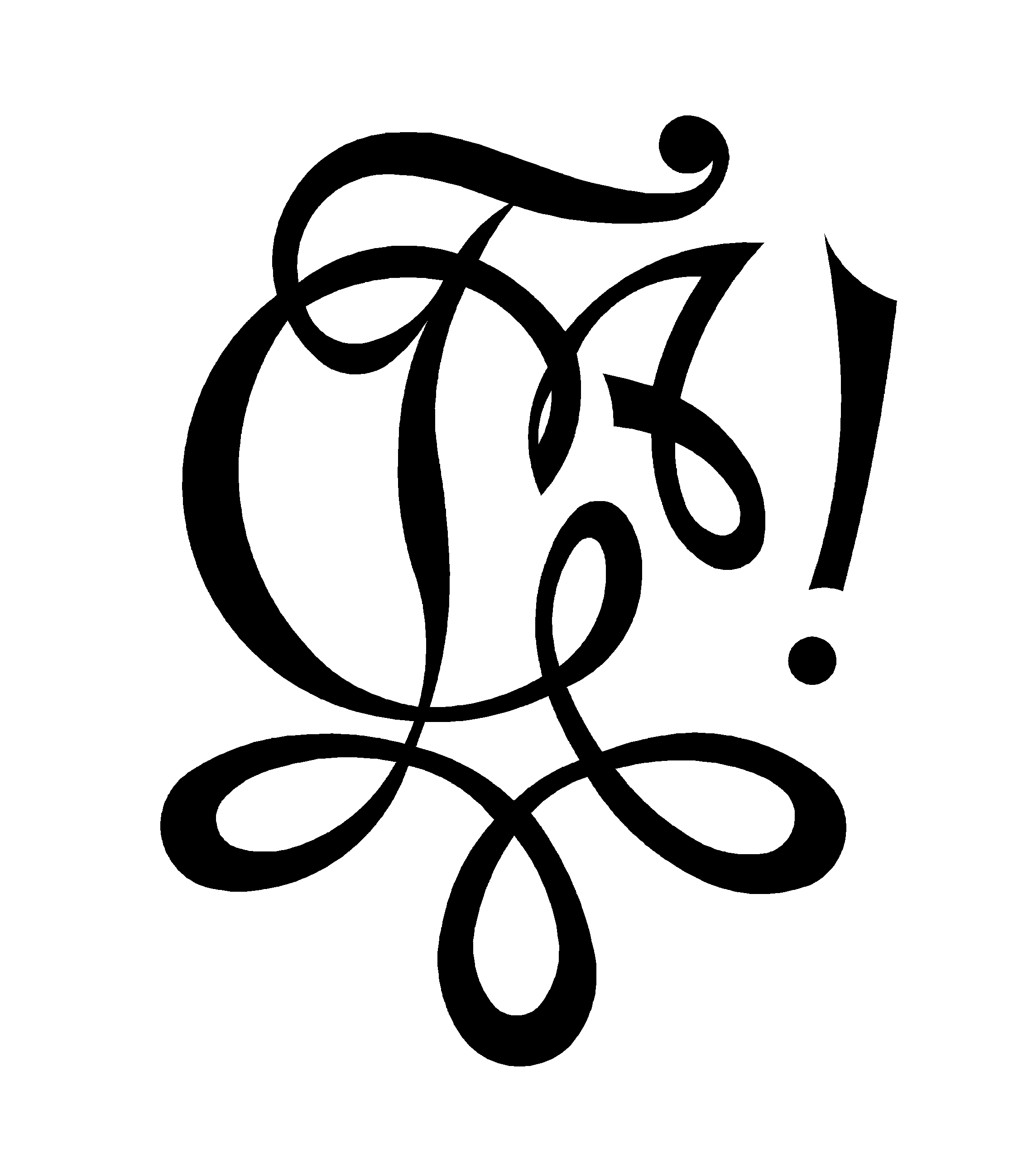
Arcadia
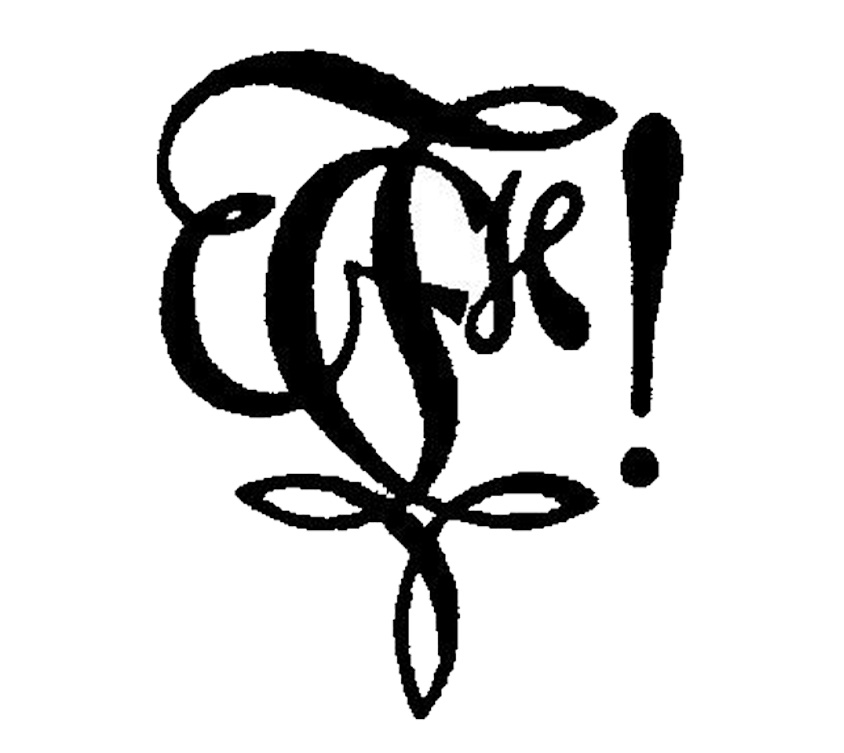
Chrobria
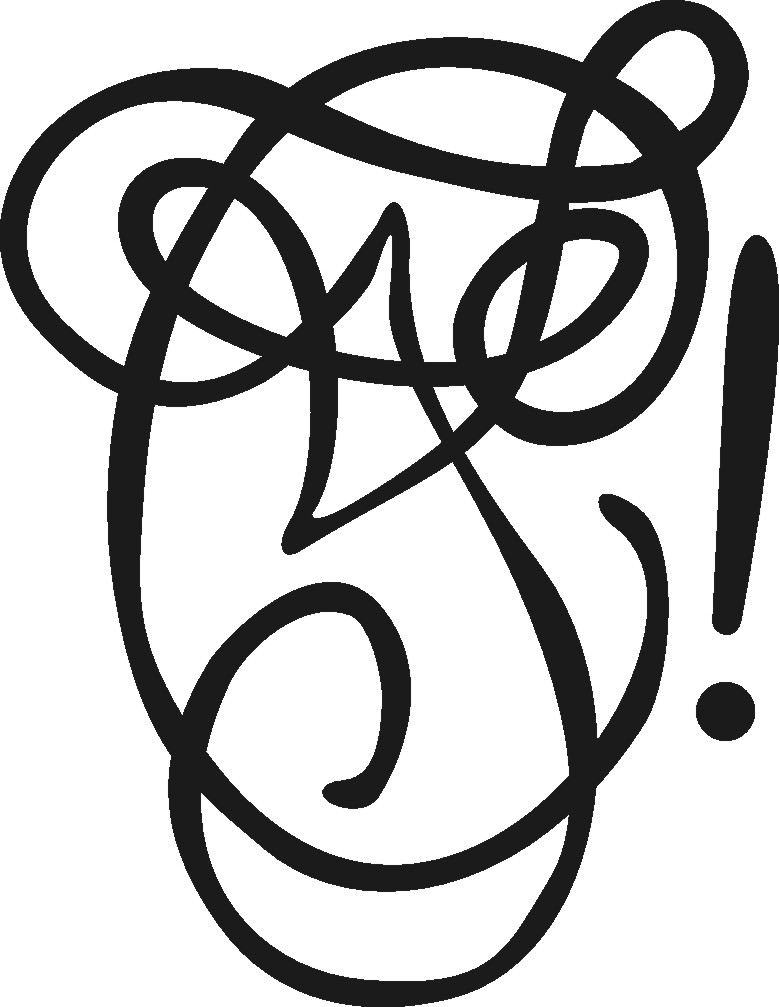
Cresovia Leopoliensis
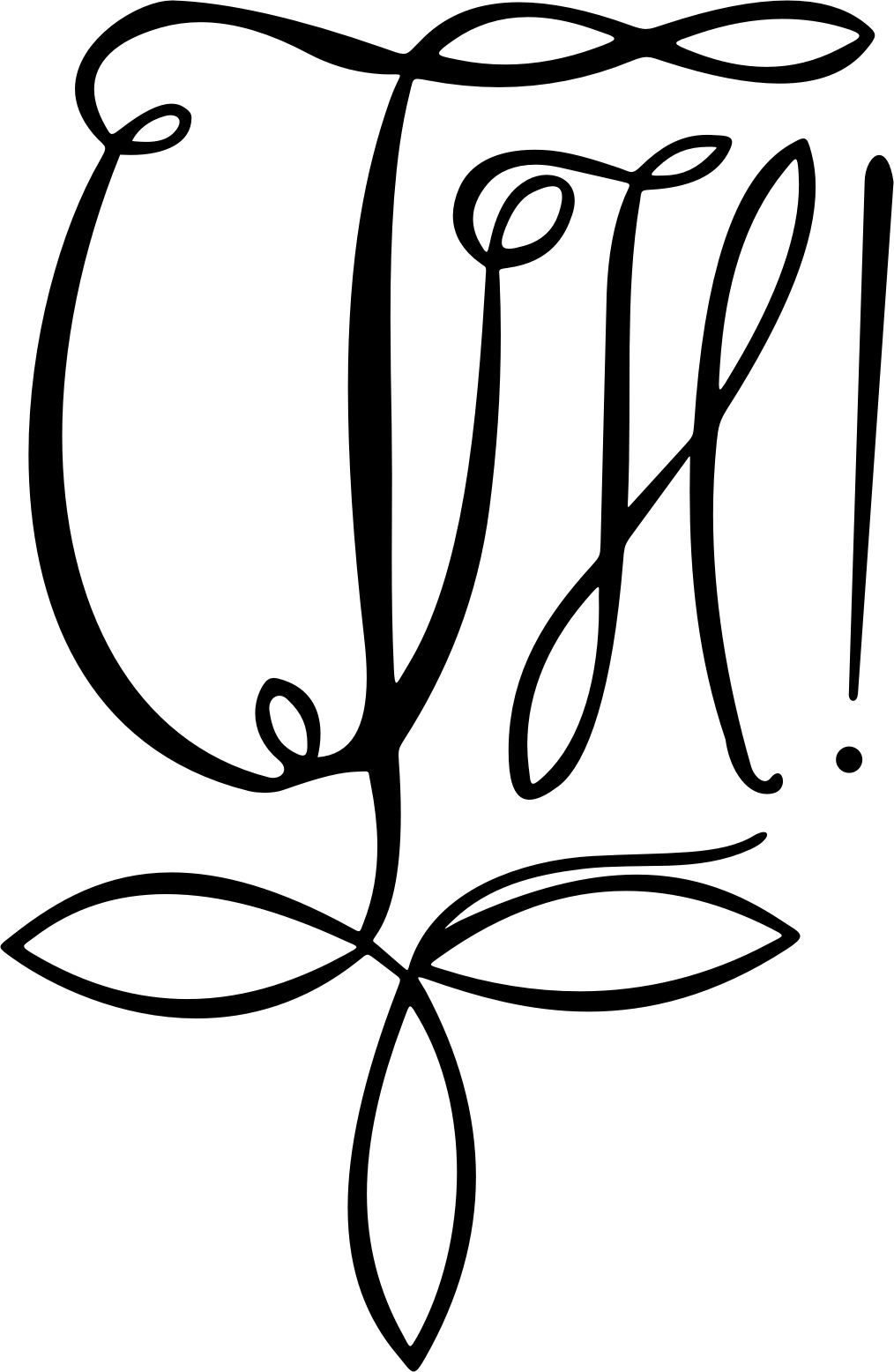
Hermesia
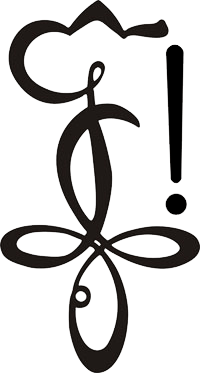
Jagiellonia
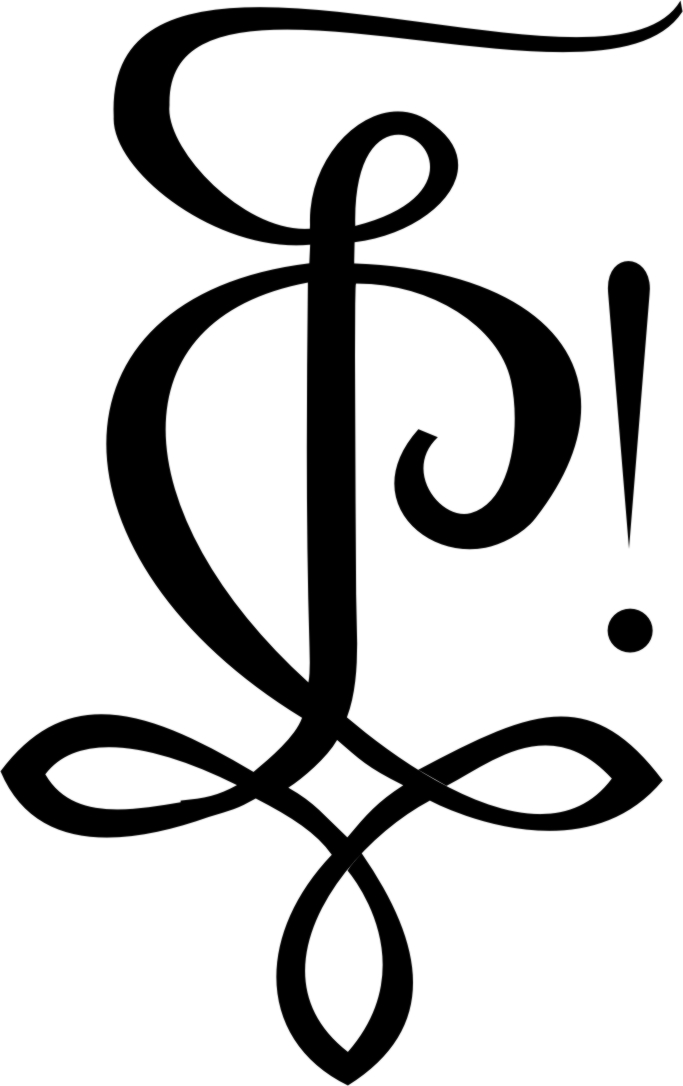
Sarmatia
Welecja